# Enzo Gibin
Enzo Gibin (Ariano nel Polesine, 1º gennaio 1926 – Cressa, 23 febbraio 1945) è stato un partigiano italiano, medaglia d'oro al valor militare.

## Biografia
Nato ad Ariano nel Polesine, in provincia di Rovigo, si trasferì a Borgomanero, nel novarese, dove esercitò la professione di falegname. il 1º gennaio 1926, trucidato a Borgomanero (Novara) il 23 febbraio 1945; l'episodio è però ricordato come l'eccidio di Cressa. Medaglia d'oro al valor militare, alla memoria. Giovanissimo partigiano della 81ª Brigata Garibaldi “Loss”, fu catturato, ferito, insieme ad Ernesto Mora, dopo un'audace azione compiuta a Borgomanero e conclusasi tragicamente per la generosità dei due giovani partigiani. Per essere condotto al martirio, Enzo Gibin fu prelevato, nonostante le proteste dei medici, dall'ospedale dove era stato appena operato.

## Contesto del fatto d'armi
Enzo Gibin (19 anni) ed Ernesto Mora (21 anni) fanno parte delle file dei partigiani garibaldini della brigata “Volante Loss”. A loro viene affidato un compito difficile, catturare il capitano fascista Roncarolo di Borgomanero noto per essere un “torturatore di partigiani”.
Enzo ed Ernesto, la mattina del 23 febbraio del 1945 si appostano davanti all'Ospedale di Borgomanero ed al passaggio di Roncarolo, mediante una rapida azione, disarmano Roncarolo stesso ed un brigadiere dell'Esercito Nazionale Repubblicano catturandoli entrambi. Insieme a loro c'è anche un ragazzo, tale Maffei di Borgomanero che viene subito rilasciato in atto di generosità. Sarà però il ragazzo ad avvisare subito dopo una pattuglia della Folgore di quanto accaduto. Per Mora e Gibin le cose si mettono male, la pattuglia della Folgore li raggiunge e comincia uno scontro a fuoco durante il quale Gibin viene ferito alla gamba ed i due prigionieri fascisti riescono a fuggire. Mora allora si carica sulle spalle il compagno e lo nasconde nella boscaglia: trova successivamente aiuto presso un cascinale, ritorna dall'amico ferito per caricarlo su un carro e portarlo in ospedale. Ma mentre si sta approntando il carro sopraggiunge Roncarolo con i Repubblichini: ne nasce un nuovo scontro a fuoco. Mora rimane senza munizioni e viene anche ferito: si arrende ed è catturato mentre Gibin viene ricoverato in ospedale.
I fascisti trascinano Mora per le vie di Borgomanero: un gruppo di donne di fronte allo spettacolo inumano e bestiale a cui i fascisti le costringono ad assistere non sa nascondere lo sdegno.
Frattanto a Cressa il colonnello Festi, comandante del locale presidio fascista decide di dare una lezione di vero comportamento fascista ed appronta un automezzo da mandare a Borgomanero per prelevare i due prigionieri partigiani. Festi ordina anche a Roncarolo di prelevare Gibin dall'Ospedale. Nel pomeriggio di quello stesso giorno i fascisti prelevano con la forza un gruppo di persone e lo radunano nella sede dell'ex Consorzio Agrario Provinciale (Molino Saini) obbligandoli ad assistere al vergognoso spettacolo. Mora e Gibin vengono massacrati a colpi di moschetto. A Gibin viene spezzato il gesso applicatogli alla gamba appena operata con il calcio di un mitra.
I fascisti non contenti infieriscono anche sui cadaveri e a Gibin viene squarciato il petto per strappare il cuore.
Mora prima di morire trova la forza di gridare: “Viva l'Italia libera e viva i partigiani”.
I funerali solenni di Mora e Gibin verranno celebrati il 3 maggio 1945 dopo la Liberazione.
Enzo Gibin era il fratello di Ercolina Gibin, Ernesto Mora era il fratello di Piero Mora.
Ercolina Gibin e Piero Mora si sposarono appena dopo la guerra.

## Testimonianza sulla morte di Gibin e Mora
Alessandro Bertona, uno dei civili rastrellati dal colonnello repubblichino Festi e costretti ad assistere all'eccidio, testimonia:
"Io ho la sventura di essere testimone al massacro dei due giovani eroi. Gettati dal camion, come fossero sacchi, i carnefici si avventavano con pugni, pedate e calci di moschetto sui corpi dei due partigiani. È una gara oscena, selvaggia, a chi picchia di più e più forte. Il calcio di un moschetto si spezza colpendo la gamba martoriata di Gibin. Mora cade al fianco del compagno, con il volto sfigurato anche in conseguenza di un pugno assestatogli da un ufficiale fascista che gli vomita in viso: ‘Va ora a chiamare la tua Volante Loss’. Non un lamento esce dalle labbra dei due ragazzi. Infine sono trasportati di peso all'esterno del muro di cinta e nuovamente torturati.".
Ezio Gibin muore tra atroci sofferenze. Ernesto Mora è costretto ancora a vedere le cose inaudite, terribili, atroci che i fascisti fanno sul cadavere del compagno: i fascisti si lanciano sul corpo inanimato di Gibin, con colpi di tallone gli schiacciano l'occhio sinistro, con un pugnale gli strappano l'occhio destro ed ancora gli squarciano il petto per strappare il cuore.
"Viva l'Italia libera e viva i partigiani!", trova ancora la forza di gridare Ernesto Mora, prima di morire.
La testimonianza di Alessandro Bertona termina con il ricordo di un'ultima atrocità:
"A Mora vengono strappati gli occhi".

## Onorificenze

### Omaggi
A Cressa, sul luogo dove vennero trucidati dai fascisti, è stato eretto un cippo in ricordo di Mora e Gibin.
Nel muro esterno sotto la loggia del palazzo municipale di Ariano nel Polesine è posizionata una targa in marmo a sua memoria.